# Per Olov Enquist
Per Olov Enquist (Hjoggböle, 1934. szeptember 23. – Vaxholm, 2020. április 25.) az egyik legismertebb svéd író. Újságíróként, drámaíróként és regényíróként is dolgozott.

## Pályafutása
Egy észak-svédországi faluban, a Västerbotten megyei Hjoggbölében született. Apja csecsemőkorában meghalt, így falusi tanító édesanyja egyedül nevelte. A környékről öt író származik; nagymamája és Stieg Larsson családja szomszédos farmokon éltek. Mélyen vallásos közösségben nevelkedett. A gyermekkorát meghatározó baloldali keresztény közösségről regényt is írt Lewi útja címmel.
Fiatal korában sportoló volt, a négy legjobb svéd magasugró egyike, de olimpiai részvételt nem tudott kiharcolni.
1964-ben szerzett bölcsészdiplomát az Uppsalai Egyetemen. A Svenska Dagbladet és Expressen című újságoknál dolgozott kritikusként. Ebben az időszakban indult írói karrierje is: 1961-ben jelent meg első regénye, a Kristallögat (Kristályszem). Az 1960-as években lett népszerű író hazájában, oknyomozó könyveinek és később drámának köszönhetően. Az 1972-es müncheni olimpián sportriporterként vett részt.
Második, még sikeresebb alkotói korszaka az alkoholizmusával való leszámolását követően kezdődött.
2011-ben a Budapesti Nemzetközi Könyvvásár díszvendége volt.

## Művei
Műveiben dokumentarista stílusban, valós történelmi események és személyek révén tárgyal általános problémákat.
| Eredeti cím (év)                                                                              | Magyar cím                          | Megjegyzés |
| --------------------------------------------------------------------------------------------- | ----------------------------------- | --- |
| Kristallögat (1961)                                                                           | Kristályszem                        | |
| Färdvägen (1963)                                                                              |                                     | |
| Magnetisörens femte vinter (1964)                                                             |                                     | |
| Bröderna Casey (1964)                                                                         |                                     | |
| Sextiotalskritik (1966)                                                                       |                                     | |
| Hess (1966)                                                                                   |                                     | |
| Legionärerna: En roman om baltutlämningen (1968)                                              |                                     | |
| Sekonden (1971)                                                                               |                                     | |
| Katedralen i München och andra berättelser (1972)                                             |                                     | |
| Berättelser från de inställda upprorens tid (1974)                                            |                                     | |
| Tribadernas natt (1975)                                                                       | A tribádok éjszakája                | dráma |
| Chez Nous (1976)                                                                              |                                     | |
| Musikanternas uttåg (1978)                                                                    |                                     | |
| Mannen på trottoaren (1979)                                                                   |                                     | |
| Till Fedra (1980)                                                                             | Ének Phaidráért                     | dráma |
| En triptyk (1981)                                                                             |                                     | |
| Från regnormarnas liv (1981)                                                                  | A földigiliszták életéből           | dráma |
| Doktor Mabuses nya testamente (1982)                                                          |                                     | |
| Strindberg. Ett liv (1984)                                                                    | Strindberg – Életjáték              | regény |
| Nedstörtad ängel (1985)                                                                       |                                     | |
| Två reportage om idrott (1986) (korábbi kiadásban Katedralen i München och andra berättelser) |                                     | |
| Protagoras sats (1987)                                                                        |                                     | |
| I lodjurets timma (1988)                                                                      |                                     | |
| Kapten Nemos bibliotek (1991)                                                                 |                                     | |
| Dramatik (1991/2004)                                                                          |                                     | Tartalmazza A tribádok éjszakája, A földigiliszták életéből, az I lodjurets timma és a Képcsinálók című színdarabokat |
| Kartritarna (1992)                                                                            |                                     | |
| Livläkarens besök (1999)                                                                      | Az udvari orvos látogatása          | regény |
| Lewis resa (2001)                                                                             | Lewi útja                           | regény |
| Boken om Blanche och Marie (2004)                                                             | Blanche és Marie könyve             | regény |
| Ett annat liv                                                                                 | Egy másik élet                      | önéletrajz |
| Liknelseboken: en kärlekshistoria (2013)                                                      | Példázatok könyve. Szerelmes regény | |
|                                                                                               | Hamsun – filmregény                 | regény |
|                                                                                               | A Három Barlang Hegye               | regény |
|                                                                                               | A harmadik barlang titka            | regény |

## Magyarul
- A tribádok éjszakája. Színjáték 1889-ből; ford., utószó Osztovics Cecília; Európa, Bp., 1978 (Modern könyvtár)
- A földigiliszták életéből / Ének Phaidráért. Két dráma; ford. Viola József, Jávorszky Béla; Európa, Bp., 1985 (Modern könyvtár)
- Strindberg. Életjáték; ford. Kúnos László; Európa, Bp., 1987 (Modern könyvtár)
- Hamsun. Filmregény; ford. Kúnos László; Európa, Bp., 1997
- Az udvari orvos látogatása; ford. Kúnos László; Európa, Bp., 2001
- Képcsinálók; ford. Kúnos László; in: Őszi álom. Mai skandináv drámák; vál., utószó, jegyz. Osztovits Cecília; Európa, Bp., 2002
- Lewi útja; ford. Kúnos László, Szöllősi Adrienne; Európa, Bp., 2003
- A Három barlang hegye; ford. Kúnos László; Európa, Bp., 2004
- Blanche és Marie könyve; ford. Kúnos László; Európa, Bp., 2006
- Egy másik élet; ford. Kúnos László; Európa, Bp., 2011
- A harmadik barlang titka; ford. Kúnos László; Európa, Bp., 2012
- Példázatok könyve. Szerelmes regény; ford. Kúnos László; Magvető, Bp., 2017

## Díjai
- Az Északi Tanács Irodalmi Díja (1968)
- August-díj (1999, 2008)
- Budapest-nagydíj (2011)[14]